# Okrug Graham, Arizona
Graham, Okrug na jugoistoku Arizone, 12,020 km² (4,641 mi²), 33,489 stanovnika (2000.), nastao od dijelova okruga Apache i Pima, i imenovan po 10,516-stopa (3,267 m) visokom planinskom vrhu Mount Graham (prozvanom po James Duncan Grahamu), najvišem u planinama Pinaleño Mountains.  

## Zemljopis
Okrug Graham nalazi se na jugoistoku Arizone, čije se tlo uglavnom sastoji od visokih pustinjskih ravnica što će prelaziti u visoke bazaltne planine. Gila River i Bonita Creek glavni su vodeni tokovi čija su obalna područja i vode skloništa vodenih ptica i amfibija. Graham ima i izvora pitke vode, arteških bunara i mineralnih izvora. U planinama Mount Graham nalazi se dom jedne od 25 podvrsta crvenih vjeverica Tamiasciurus hudsonicus grahamensis (Mount Graham red squirrel), koje nema više ni na jednom mjestu na svijetu.

## Povijest
Ovo područje naseljeno je Indijancima još u pretpovijesno doba i bogato je arheološkim ostacima, indijanskim grobovima, svetim indijanskim mjestima i starim selima. Graham je osnovan 1881., a njegovo središte Safford, osnovanim 1873. ili 1874. od grupe pionira koje je predvodio Joshua Eaton Bailey i koji na područje Arizone dolaze 1862, te je prozvan po trećem guverneru teritorija Arizone Anson Pacely Killen Saffordu. Naseljavanje ovog kraja dolazi i iz južnog smjera, iz pravca Meksika. Lorenzo Baca Sanchez i njegova životna suputnica Juana Maria Sedillos Baca naseljavaju se 1879. izrodili su četrnaestero djece, posljednje (Edisa Sanchez) 1880. -Lorenzo je umro 19 godina kasnije (1899) a Mama Juanita 17, siječnja 1915. Iza ove obitelji ostalo je danas stotine potomaka, a gradić Sanchez (danas 'grad duhova') po ovoj obitelji nosi ime.

## Gradovi i naselja
Bonita, Bylas, Fort Thomas, Geronimo, Klondyke, Pima, Safford (okružno središte), Solomon, Thatcher, Turkey Flat. 

## Vanjske poveznice
- Graham County, Arizona